# Schauren (Cochem-Zell járás)
Schauren település Németországban, Rajna-vidék-Pfalz tartományban, Cochem-Zell járásban. Lakosainak száma 430 fő (2023. december 31.).

## Népesség
A település népességének változása:
| Lakosok száma | 256  | 425  | 420  | 425  | 440  | 430  |
|               | 1975 | 2017 | 2019 | 2021 | 2022 | 2023 |